# Constantin Telipiz
Constantin Telipiz este un general de poliție din Republica Moldova, care deține funcție de șef al Direcției afacerilor interne a UTA Găgăuzia (Gagauz-Yeri).

## Biografie
Prin Hotărârea Guvernului nr. 496 din 29 mai 2000, colonelul de poliție Constantin Telipiz a fost numit în funcția de reprezentant plenipotențiar al Republicii Moldova - inspector principal al Biroului coordonator pentru combaterea crimei organizate și altor infracțiuni periculoase pe teritoriul CSI. Apoi a fost desemnat în funcția de șef al Direcției afacerilor interne a UTA Găgăuzia (Gagauz-Yeri).
La data de 17 decembrie 2002, președintele Vladimir Voronin i-a acordat Constantin Telipiz gradul special de general-maior de poliție, prin Decretul nr. 1022/2002.